# 트레스 레체스
트레스 레체스(스페인어: tres leches)는 라틴아메리카에서 널리 즐겨먹는 후식이다. 스펀지 케이크를 세 가지 유제품(유크림, 무당연유, 가당연유)에 담가 만든다. 스페인어 "트레스(tres)"는 "셋(3)"을, "레체(leche)"는 "젖, 우유"를 뜻한다.
추가로 둘세 데 레체나 저온 살균 우유를 넣어 콰트로 레체스(스페인어: cuatro leches)를 만들기도 하고, 거기에 코코넛밀크까지 추가해 싱코 레체스(스페인어: cinco leches)를 만들기도 한다. 스페인어 "콰트로(cuatro)"와 "싱코(cinco)"는 각각 "넷(4)", "다섯(5)"을 뜻한다.
알바니아와 발칸반도 및 터키에서도 인기 있는 후식이다. 트리레치아(알바니아어: trileçja), 트리레체(마케도니아어: трилече, 세르비아어: три леће, 튀르키예어: trileçe) 등으로 불린다.

## 같이 보기
- 알바니아 요리
- 라틴아메리카 요리
- 니카라과 요리